# Belle de Brillet
Belle de Brillet es un licor de pera elaborado por Maison J. R. Brillet, Francia.  Se elabora infundiendo coñac Brillet con la esencia de las peras Williams pear. Se necesitan aproximadamente 20 libras de peras para producir cada botella de 750 ml.

## Reconocimientos
Belle de Brillet fue nombrada una de las 100 mejores bebidas espirituosas de 2016 por la revista "Wine Enthusiast"